# Cercle de pierres de Kinniside
Le Cercle de pierres de Kinniside (ou Cercle de pierres de Blakeley Raise) est un cercle de pierres reconstruit situé dans la paroisse civile d'Ennerdale and Kinniside, dans le comté de Cumbria, en Angleterre (cote NY060140).

## Situation
Le cercle de pierres de Kinniside est situé sur la lande ouverte surplombant Egremont, dans le Cumbria. Il se trouve à côté de la route de montagne reliant le pont d'Ennerdale (en) au pont de Calder (en). Le site bénéficie d'un accès très facile depuis la route, la proximité étant telle qu'il est possible d'observer les pierres depuis son véhicule.

## Historique
Le cercle était initialement composé de 12 pierres qui furent toutes prises au XVIIIe siècle par un fermier local pour servir de poteaux de portail et de matériaux de construction. 
En 1925, une équipe de restauration accomplit un travail de reconstruction. Après avoir nettoyé et mesuré les emplacements dans le sol où les pierres étaient initialement installées, ils recherchèrent et localisèrent les douze pierres originales, et reconstituèrent complètement le site. Le docteur Quine de Frizington (en) fit sceller les pierres dans du béton. Il n'est pas certain qu'il ait érigé les pierres dans leurs trous d'origine, et il est peu probable que toutes les pierres réédifiées proviennent du cercle original.

## Description
Le cercle est constitué de onze petites pierres de granite local. La plus haute mesure 1,5 mètre de hauteur, mais la plupart des pierres sont considérablement plus petites. On note de possibles entrées dans le cercle au sud. Au centre du cercle se trouve ce qui semble être un ancien cairn, dont la datation est incertaine.
Le site est parfois surnommé ironiquement "Fakeley Raise Stone Circle" en raison de sa nature reconstruite. Il est possible que ce ne soit pas l'emplacement original du site.